# Semihaswellia proboscidea
Semihaswellia proboscidea is een mosdiertjessoort uit de familie van de Porinidae. De wetenschappelijke naam van de soort is voor het eerst geldig gepubliceerd in 1888 door Waters.